# Juch
Juch (ou Le Juch) é uma comuna francesa na região administrativa da Bretanha, no departamento Finisterra. Estende-se por uma área de 14,44 km². Em 2010 a comuna tinha 739 habitantes (densidade: 51,2 hab./km²).